# هارالد روسنلو اگ
هارالد روسنلو اگ (نروژی: Harald Rosenløw Eeg؛ زادهٔ ۱۸ اوت ۱۹۷۰) رمان‌نویس و فیلم‌نامه‌نویس اهل نروژ است.
از فیلم‌ها یا مجموعه‌های تلویزیونی که وی در آن‌ها نقش داشته‌است، می‌توان به اشغال‌شده، انتخاب پادشاه و تشویش اشاره نمود.
وی همچنین برندهٔ جوایزی همچون جایزه ادبی تاریای وسوس شده‌است.